# Central-Asian Electric Power Corporation
Die Central-Asian Electric Power Corporation (CAEPCO) (russisch Центрально-Азиатская Электроэнергетическая Корпорация (ЦАЭК)) ist ein Energieversorger in Kasachstan mit Sitz in Almaty.
Das Unternehmen wurde am 8. August 2008 von der Central-Asian Power Energy Company gegründet. Seit März 2009 hält die Europäische Bank für Wiederaufbau und Entwicklung 24,88 Prozent der CAEPCO.
Die Central-Asian Electric Power Corporation hat drei Tochterunternehmen:
- Astanaenergosbyt
- Pawlodarenergo
- SevKazEnergo

Zusammen mit den drei Tochterunternehmen beschäftigt die CAEPCO  insgesamt beinahe 8.000 Mitarbeiter.